# 峰恵研
峰 恵研（みね えけん、1935年2月15日 - 2002年2月6日）は、日本の俳優、声優。テアトル・エコー所属。長崎県出身。
妻は同じく声優の丸山裕子。

## 経歴
実家は寺院で、恵研は僧名。高野山大学文学部卒業後、劇団草笛、グループりんどう、黒沢良の付き人を経て、1961年にテアトル・エコーへ入団する。
キノトール作の『平家物語』の源義明役で初舞台を踏む。
洋画吹き替えを中心に活動した。アニメでは、軽快なキャラクター・年輩の男性・悪役・温厚な役・父親役などを演じた。代表作は『サザエさん』の伊佐坂先生役など。特撮の怪人の声でも知られる。
2002年2月6日、心不全のため死去。66歳没（享年67）。

## 人物・エピソード
- 声優の沢りつおは同い年でテアトル・エコーの同期でもあったため、親交が深かった[4]。
  - 怪人を何役も演じたため、演じ分けに悩むこともあった。『仮面ライダーV3』のカメバズーカの声は峰から相談された沢の提案による[4]。
  - 『仮面ライダー』シリーズの怪人の声では子供たちの見る番組で悪を演じ続けることに葛藤した時期があった。しかし沢と訪れた銭湯で、子供たちが自身の演じた怪人「カメバズーカ」の「ズーカーッ!」という鳴き声を「ハサミジャガー（沢が声を担当）」の鳴き真似と合わせて楽しそうに遊んでいる光景をふたりで目の当たりにし、演ってよかった、間違っていなかったんだと互いに喜び合ったという[8]。
- 特技は長崎弁[5]、スキー、鳴物[6]。

## 後任
峰の死後、持ち役を引き継いだ人物は以下の通り。
| 後任     | キャラクター名       | 概要作品                            | 後任の初担当作品                                    |
| -------- | -------------------- | ----------------------------------- | --------------------------------------------------- |
| 伊井篤史 | 伊佐坂難物           | 『サザエさん』                      | 2002年2月放送分                                     |
| 伊井篤史 | 裏のおじいちゃん     | 『サザエさん』                      | 2002年2月放送分                                     |
| 伊井篤史 | 岡島                 | 『サザエさん』                      | TBA                                                 |
| 沢木郁也 | カツオの担任         | 『サザエさん』                      | 2002年4月放送分                                     |
| 藤本譲   | オハラ署長           | 『ハウス・オブ・マウス』            | 第32話                                              |
| 槐柳二   | ガラガランダ         | 『仮面ライダー』                    | 『仮面ライダー 正義の系譜』                         |
| 根本泰彦 | スリム               | 『西部悪人伝』                      | 2003年版DVD追加収録部分                             |
| 園江治   | クレイメア           | 『宇宙大作戦 クリンゴン帝国の侵略』 | デジタルリマスター版DVD追加収録部分                 |
| 後藤哲夫 | ハリー・ヤン         | 『イヤー・オブ・ザ・ドラゴン』      | WOWOW版追加収録部分                                 |
| 宝亀克寿 | タン                 | 『奇蹟/ミラクル』                   | WOWOW版追加収録部分                                 |
| 楠見尚己 | モンタリー・ジャック | 『チップとデールの大作戦』          | 『チップとデールの大作戦 レスキュー・レンジャーズ』 |
| 中島智彦 | デビッドの父         | 『ウォー・ゲーム』                  | 超・特別版BD追加収録部分                            |

## 出演

### テレビアニメ
1965年
- 宇宙少年ソラン（欲皮）
- 鉄腕アトム（第1作）
- 鉄人28号 (テレビアニメ第1作)

1967年
- おそ松くん
- かみなり坊やピッカリ・ビー
- パーマン（TBS版）

1969年
- 海底少年マリン（部下、オネスト博士、老人、技師B、男B、スピーカー、男）
- 怪物くん（TBS版）
- 佐武と市捕物控
- ひみつのアッコちゃん（第1作）（1969年 - 1970年、転落、テレビ局の男、青田、老人）

1970年
- ばくはつ五郎（兵藤、柳生）
- 魔法のマコちゃん

1971年
- アニメンタリー 決断
- 樫の木モック（サンドロ、木こり、男）
- 原始少年リュウ（1971年 - 1972年）
- 天才バカボン（1971年 - 1972年）
- ルパン三世 (TV第1シリーズ)（1971年 - 1972年）

1972年
- 赤胴鈴之助
- アニメドキュメントミュンヘンへの道
- 海のトリトン（ラカン）
- 国松さまのお通りだい（巡査）
- 正義を愛する者 月光仮面 ※第8話
- ど根性ガエル（機動隊 他）

1973年
- 空手バカ一代（1973年 - 1974年、柿屋 他）
- 荒野の少年イサム
- ドラえもん（日本テレビ版）
- 山ねずみロッキーチャック（ブラッキー）

1974年
- キューティーハニー
- グレートマジンガー（1974年 - 1975年、猛獣将軍ライガーン）

1975年
- アラビアンナイト シンドバットの冒険（サタジット）
- 宇宙の騎士テッカマン（宇宙人隊長）
- はじめ人間ギャートルズ

1976年
- 元祖天才バカボン（1976年 - 1977年）
- キャンディ・キャンディ（ガルシア）
- 母をたずねて三千里（フェデリコ）
- ポールのミラクル大作戦（蟻人間、デコレ、メラリーの父）

1978年
- 宇宙戦艦ヤマト2
- サザエさん（浜さん、伊佐坂難物〈初代〉、裏のおじいちゃん〈初代〉、カツオの担任、岡島〈初代〉）
- はいからさんが通る（大河内）
- 100万年地球の旅 バンダーブック
- ペリーヌ物語（男、あめ屋）
- ルパン三世 (TV第2シリーズ)（1977年 - 1980年）

1979年
- 海底超特急マリンエクスプレス（男）
- 銀河鉄道999（清潔管理局員A）
- くじらのホセフィーナ（先生）
- こぐまのミーシャ（バクスキー〈初代〉）
- さすらいの少女ネル（トレント）
- ドカベン（太吉）
- 日本名作童話シリーズ 赤い鳥のこころ

1980年
- トム・ソーヤーの冒険（マフ・ポッター）
- フウムーン

1981年
- あしたのジョー2
- 新・ど根性ガエル（1981年 - 1982年）
- 鉄腕アトム（第2作）（金三角〈初代〉、工場の社長）
- 名犬ジョリィ（ムーニョ、トロス）

1982年
- 怪物くん（パリロン、ブラックバット、ティータン 他）
- 忍者ハットリくん
- まいっちんぐマチコ先生
- 魔境伝説アクロバンチ（村の長老）

1983年
- パーマン（小池さん 他）
- ピュア島の仲間たち（シルバー）
- みゆき（おじいさん）

1984年
- 機甲界ガリアン（シュラブ）
- 森のトントたち
- ルパン三世 PARTIII（1984年 - 1985年）

1985年
- ドラえもん（テレビ朝日版第1期）（老人）
- プロゴルファー猿（1985年 - 1987年、老人、甚五斉）

1986年
- がんばれ!キッカーズ（一平の祖父）
- ゲゲゲの鬼太郎（第3作）（1986年 - 1987年、天邪鬼、串刺し入道）
- 三国志II 天翔ける英雄たち（医者）

1987年
- アニメ三銃士（ボナシュー）
- 機甲戦記ドラグナー（主人）

1988年
- おそ松くん（第2作）（1988年 - 1989年、トト子の父、魚屋のおやじ、サギ師、かおりの父、ラーメン屋のおやじ）
- 小公子セディ（モーダント司祭）
- トッポ・ジージョ（ゴーディ）
- 魔神英雄伝ワタル（ヒャクニーン仙人、センニーン仙人、マンニーン仙人）
- ミスター味っ子（1988年 - 1989年、審査員、栄吉）

1989年
- 魔動王グランゾート（長老、カリンの父）

1990年
- 雲のように風のように
- ジャングルブック・少年モーグリ（ボギー）
- たいむとらぶるトンデケマン!（エジソン）
- 平成天才バカボン（おでん屋、ウナギイヌの父、紳士、靴みがきの客、三木マスオ、二郎、双子の父）
- 三つ目がとおる（和登の父）
- ルパン三世 ヘミングウェイ・ペーパーの謎（高僧）

1991年
- カラス天狗カブト（白竜）※30話
- 太陽の勇者ファイバード（首脳）
- 魔法のプリンセス ミンキーモモ（第2作）（ストレンジラブ）
- 丸出だめ夫（旅館の親父、現場監督、おじいさん）

1992年
- クッキングパパ（田中の父 他）
- スペースオズの冒険（バーチャル社長）
- 姫ちゃんのリボン（校長先生、王様）
- みかん絵日記（大橋）
- 見ると強くなる 痛快!横綱アニメ ああ播磨灘（老人、浄窓寺の住職）

1993年
- アニマニアックス（管理人）
- 3丁目のタマ うちのタマ知りませんか?

1994年
- 銀河戦国群雄伝ライ（三条）
- D・N・A² 〜何処かで失くしたあいつのアイツ〜（栗本三郎）
- 七つの海のティコ（ダム教授）
- BLUE SEED（1994年 - 1995年、首相）
- 魔法陣グルグル（トマの祖父）

1995年
- ウィリアムズ ウィッシュ ウェリントンズ（第2期）（フクロウ）
- NINKU -忍空-（源内）
- ロミオの青い空（ペッポ、モレッティ署長）

1996年
- きこちゃんすまいる（平賀源太郎）
- 逮捕しちゃうぞ（デニス）
- YAT安心!宇宙旅行（老刑事）
- ルパン三世 トワイライト☆ジェミニの秘密（長老）

1997年
- 剣風伝奇ベルセルク（老人）
- 超魔神英雄伝ワタル（老人 / 光の獅子）
- 長くつ下のピッピ（町長）
- ルパン三世 ワルサーP38

1998年
- 男はつらいよ 寅次郎忘れな草（タコ社長）
- 新・マドレーヌ（フィリップ）
- MASTERキートン（男性）

1999年
- イソップワールド（村人A、サルの神様）

2000年
- ファーブル先生は名探偵（ピエール）
- ルパン三世 1$マネーウォーズ

### 劇場アニメ
1970年
- 海底3万マイル

1972年
- ながぐつ三銃士（デブ）
- パンダコパンダ（先生）

1974年
- きかんしゃやえもん D51の大冒険（ドラ）

1978年
- さらば宇宙戦艦ヤマト 愛の戦士たち（政治家）

1979年
- ルパン三世 カリオストロの城

1982年
- 象のいない動物園

1983年
- プロ野球を10倍楽しく見る方法（セキネ）
- ユニコ 魔法の島へ（子分B）

1984年
- プロ野球を10倍楽しく見る方法 PART2（セキネ）

1986年
- 天空の城ラピュタ（ドーラの子分ケ）
- 11ぴきのねことあほうどり（山猫）

1989年
- おそ松くん スイカの星からこんにちはザンス!（スイカ星人A）

1997年
- 劇場版フランダースの犬（ジェスタフ）

1998年
- 10ぴきのかえる（どじょうじいさん）
- 蓮如物語（河原の老人）

### OVA
時期不明
- ADEU'S LEGEND（スレイヤー国の僧）

1987年
- 妖刀伝（良庵）

1989年
- イース（ジェネクス）
- ARIEL Episode IV SCEBAI最大の危機（天本）
- 銀河英雄伝説（モンターク）
- TAMA&FRIENDS 3丁目物語
- ミニ四ソルジャー Rin!（プロフェッサー天本）

1990年
- 楳図かずおの呪い
- 魔獣戦線（ヨハネ）

1992年
- NEWドリームハンター麗夢 殺戮の夢幻迷宮（ゼペット）

1994年
- KEY THE METAL IDOL（1994年 - 1997年、軍幹部、蛇目王子）
- 覇王大系リューナイト アデュー・レジェンド（1994年 - 1995年、鍛冶屋、スレイヤー国の僧）
- マップス（サザンドラ首席）

1995年
- D・N・A² 〜何処かで失くしたあいつのアイツ〜（栗本三郎）

1998年
- 新・男樹（所長）

### ゲーム
- エフェラ アンド ジリオラ ジ・エンブレム フロム ダークネス（1991年、グルク老、傭兵、湖の主）
- 仮面ライダー（1998年、ガラガランダ）※ライブラリィ出演

### ドラマCD
- ANIMAL X（田所博士）
- Weiß kreuz Dramatic Collection III Kaleidoscope Memory（和泉）
- 超魔神英雄伝ワタル ドラマアルバム1 - 4（風爺）
- 姫ちゃんのリボン 5年たったら…（王様）
- GファンタジーコミックCDコレクション ファイアーエムブレム暗黒竜と光の剣（ウェンデル）

### 吹き替え

#### 俳優
クライド・クサツ
- アルフ（バーナー）
- 私立探偵ハリー #1（ヤン）
- メイド・イン・アメリカ（ボブ・タカシマ）

トン・ピョウ
- ファイナル・プロジェクト（チョウ署長）※ソフト版
- ポリス・ストーリー3（チョー警部）
- 奇蹟/ミラクル（タン）
- レッド・ブロンクス（ビルおじさん）※ソフト版

#### 映画
- 愛の嵐（マリオ〈ウーゴ・カルデア〉）※日本テレビ版
- 愛のそよ風（ボブ・ヘンダーソン〈ロジャー・C・カーメル〉）※フジテレビ版
- 愛は霧のかなたに（クロード・ヴァン・ヴェクテン）※ソフト版
- アイ・ラブ・トラブル（マット編集長〈ロバート・ロッジア〉）
- アウト・フォー・ジャスティス（ジョーイ・ドッグス）※ソフト版
- 赤毛のアン（ハモンド氏、駅長）※ソフト版
- アガサ 愛の失踪事件
- 赤ちゃんはトップレディがお好き（マール・ホワイト〈ウィリアム・フランクファーザー〉、サム・ポッツ）※機内上映版
- 悪魔のような女（レオ・キャッツマン〈アレン・ガーフィールド〉）
- あなたに恋のリフレイン
- アメリカン・グラフィティ（酒屋の店員）※TBS版
- アリゲーター2（アンダーソン町長）※テレビ東京版
- 怒りの山河（ヒングル上院議員〈ノーブル・ウィリンガム〉）
- 1984（パーソンズ）
- いとこのビニー（ジョージ・ウィルバー〈ジェームズ・レブホーン〉）
- イヤー・オブ・ザ・ドラゴン（ハリー・ヤン〈ヴィクター・ウォン〉）
- ヴァン・ダム IN コヨーテ（ジュバル・アーリー〈パット・モリタ〉）※ソフト版
- ウェインズ・ワールド（フランキー・シャープ〈フランク・ディレオ〉）
- エイリアン・ネイション（ワーナー署長）※ソフト版
- XYZマーダーズ（ヤーマン）
- NYPD15分署（ベンジャミン・ワン）※ソフト版
- オーバー・ザ・トップ ※フジテレビ版
- オーバー・サマー 爆裂刑事（理事長）
- オール・ザット・ジャズ（エディ、ハイマン医師）※LD版
- 黄金の七人（アウグスト）※テレビ東京版
- オスカー（チャーリー〈エディ・ブラッケン〉）
- 俺たちは天使じゃない（通訳〈ウォーレス・ショーン〉）
- カスケーダー（バルトハイム教授）
- 火星人ゴーホーム!（コーハイザー〈ロイ・ブロックスミス〉）
- カリブの嵐（バナナ売り）※テレビ朝日版
- ガンジー ※フジテレビ版
- ガントレット（巡査部長〈ジェフ・モリス〉）
- 機械じかけのピアノのための未完成の戯曲（ヤコフ）※VHS版
- 危険な情事
- キスへのプレリュード（ジェリー・ブライアー〈リチャード・リール〉）※ソフト版
- 奇跡の旅（フランク）
- キャノンボール2（ソニー〈マイケル・V・ガッツォ〉）
- キャノンボール3 新しき挑戦者たち（アレック・スチュワート〈マット・フリューワー〉）※VHS版
- Q&A（ルービン）※ソフト版
- 恐怖に襲われた街（警視総監）
- キリング・フィールド（サラン）
- キング・オブ・デストロイヤー/コナンPART2（アキロ〈マコ岩松〉）※TBS版
- キング・オブ・ハーレー（チャーリー）※VHS版
- キング・ソロモンの秘宝2/幻の黄金都市を求めて（ダッチマン〈アレックス・ヘインズ〉）※フジテレビ版
- グッドフェローズ（アンソニー・スタビル）
- グリーン・カード（オスカー）
- クリッター2（農夫）
- クリフハンガー（フランク〈ラルフ・ウェイト〉）※ソフト版
- クレオパトラ（シンバー）※日本テレビ版
- 黒い絨毯（ボートの船長）※日本テレビ版
- クロコダイル・ダンディー2（ウォルター・ライリー）※ソフト版
- ゲーム（アンソン・ベア〈アーミン・ミューラー＝スタール〉）※ソフト版
- 激戦地（ノールズ〈ロレンツォ・ロブレド〉）※日本テレビ版
- 検事Mr.ハー/俺が法律だ（刑事の父〈ウー・マ〉）
- コーキー・ロマーノ FBI潜入捜査官?（警備員〈ブレイク・クラーク〉、ラングフォード）
- ゴースト/ニューヨークの幻（緊急治療室のゴースト）※ソフト版
- ゴーストバスターズ2（精神科医〈ブライアン・ドイル＝マーレイ〉、消防総監）※フジテレビ版、（スティーヴン・ウェクスラー裁判長〈ハリス・ユーリン〉、警視総監〈フィリップ・ベイカー・ホール〉）※機内上映版
- 恋はデジャ・ブ（バスター・グリーン〈ブライアン・ドイル＝マーレイ〉）
- 交渉人（グラント・フロスト〈ロン・リフキン〉）※ソフト版
- 告白（ダン〈エド・フランダース〉）
- コナン・ザ・グレート（赤毛の商人）※テレビ朝日版
- こねこ（指揮者）
- コンボイ（ホワイト・ラット）
- サイバーテックP.D.（ブレディ）
- ザ・カー（トンプソン、メトカーフ）※テレビ朝日版
- ザ・キープ（ミハイル・フォネスク神父〈ロバート・プロスキー〉）
- ザ・スタンド（ジャハウザ）
- 殺人のはらわた（アンディ・ミントン〈アルバート・サルミ〉）
- ザ・ドライバー（グラス）※日本テレビ版
- ザ・フェイス（ジントロップ）
- ザ・フォッグ（アッシュクロフト）※ソフト版・テレビ朝日版、（シムズ保安官）※テレビ朝日版
- ザ・リバー（ハワード・シンプソン〈ジェームズ・トールカン〉）
- サンタクロース ※テレビ朝日版
- JM（フッキー〈ドン・フランクス〉）
- ジェイコブス・ラダー（ギアリー〈ジェイソン・アレクサンダー〉）※日本テレビ版
- JFK（エドワード・ハガーティ判事〈ジョン・フィネガン〉）※テレビ朝日版
- 史上最大のスーパー・チャンピオン（ウィンスロー博士）
- シノーラ（オリン・ミンゴ、ナコ）
- シビルの部屋（フリッシュ判事）※テレビ東京版
- 上海ブルース（マー〈ファン・ハクオン〉）
- 上海1920 あの日みた夢のために（警察署長）
- 13日の金曜日シリーズ
  - 13日の金曜日 PART2 ※日本テレビ版
  - 新・13日の金曜日（ジョージ、市長）
  - 13日の金曜日 PART6 ジェイソンは生きていた!
- 十二人の怒れる男（陪審員1番〈マーティン・バルサム〉）※日本テレビ版
- シュガー・ヒル（ロリー・ジョナス〈アーニー・ハドソン〉）
- ジュマンジ（駆除業者〈ジェームズ・ハンディ〉）※テレビ朝日版
- ショート・サーキット2 がんばれ!ジョニー5（神父）※VHS版
- ジョニー・ハンサム（プレステージの店員）
- 新・猿の惑星（マイロ博士〈サル・ミネオ〉）
- スキャナーズ（フレイン医師）
- スリーメン&ベビー（警官）※VHS版
- スリー・リバーズ（ダグラス・ケサー）※フジテレビ版
- セント・オブ・ウーマン/夢の香り（W・R・スレード、マニー）
- 卒業（マクガイア）※TBS版
- ダークマン（ハン・ファト）※テレビ朝日版
- ターゲット・ブルー（買い物の客〈ユン・ケイ〉）
- ダーティハリー5（ウォルドマン、ノーラン・ケナード）
- ダーティファイター（ウッディ）
- ターミネーター2（ロイド、警備員ルイス）※フジテレビ版
- ダイ・ハード2（管理人）※テレビ朝日版・フジテレビ版
- ダイヤモンド・スカル/華麗なる殺意（エクセター〈イアン・カーマイケル〉、ジョン）
- ダウンタウン（ヘンリー・コールマン警部〈アート・エヴァンス〉）
- 黄昏のチャイナタウン（コットン・ワインバーガー〈イーライ・ウォラック〉）
- タッカー ※日本テレビ版（4Kレストア版DVD、BDに収録）
- ダドリーの大冒険（フェンウィック警部〈ロバート・プロスキー〉）
- 007シリーズ
  - 007/私を愛したスパイ（リパラスの船長）※TBS旧録版
  - 007/美しき獲物たち（フレデリック・グレイ国防大臣）※TBS版
  - 007/リビング・デイライツ（フレデリック・グレイ国防大臣）※TBS版
  - 007/消されたライセンス（M〈ロバート・ブラウン〉）※ANA機内上映版
- チャイナ・シンドローム（テッド・スピンドラー〈ウィルフォード・ブリムリー〉）
- チャイナタウン（カーリー〈バート・ヤング〉）
- チャトズ・ランド（ギャヴィン・マレキー）
- 超高層プロフェッショナル（トム）
- 沈黙の戦艦（エンジン・ルーム当直士官）※テレビ朝日版
- 月の輝く夜に（レイモンド・カッポマージ）※ANA機内上映版
- ディア・ハンター（司祭）
- ディック・トレイシー（ブランドン署長〈チャールズ・ダーニング〉）
- 鉄の顔を持つ男（マック）
- デビルスピーク（コーチ）
- デューン/砂の惑星（スフィル・ハワト〈フレディ・ジョーンズ〉）※日本テレビ版
- デリンジャー（ジム・ウォラード、所長）※テレビ東京版
- 天使にラブ・ソングを2（司教区役員〈ウォーレン・フロスト〉）※ソフト版
- トゥームストーン（アイク・クラントン〈スティーヴン・ラング〉）
- トゥームレイダー（ウィルソン〈レスリー・フィリップス〉）※ソフト版
- トッツィー（フィル・ワイントローブ）※フジテレビ版
- 突破口!（ハロルド・ヤング）
- 飛べ!フェニックス（ベラミー〈ジョージ・ケネディ〉）※フジテレビ版
- ドリームチャイルド（ニセ海ガメ、編集員、レポーター、効果マン、ウェイター）※テレビ朝日版
- 鳥（セールスマン〈ジョー・マンテル〉）※フジテレビ版
- トレマーズ（ミゲル〈トニー・ジェナロ〉）※テレビ朝日版
- トワイライトゾーン/超次元の体験（ウォルトおじさん〈ケヴィン・マッカーシー〉）
- ナーズの復讐III ナーズ軍団、最終決戦!（ルイスの父親〈ジェームズ・クロムウェル〉）
- ナショナル・ランプーン/クリスマス・バケーション（アート・スミス〈E・G・マーシャル〉）
- ニュー・シネマ・パラダイス（エレナの父）※フジテレビ版
- 熱血探偵ハリー（モンティ）
- ノー・エスケイプ（キリアン）※テレビ東京版
- ノーバディーズ・フール（署長）
- ハード・トゥ・キル（警備員のラス）※ソフト版、（店長）※テレビ朝日版
- ハード・ボイルド 新・男たちの挽歌（ホイ〈クワン・ホイサン〉）※ソフト版
- バートン・フィンク（ルー・ブリーズ〈ジョン・ポリト〉、デレク）※VHS版
- パーフェクト・ワールド（ポール・サンダース〈ブルース・マッギル〉）※ソフト版
- バイオレント・サタデー（キーヴァー将軍）
- パウダー（リンジーの父）
- 八月のクリスマス（ジョンウォンの父）
- バック・トゥ・ザ・フューチャー PART3（酒場の老人3〈ダブ・テイラー〉）※日本テレビ版
- 八点鐘が鳴るとき（クイン）※日本テレビ版
- バトルガンM‐16（本物のネイサン・ホワイト）
- 花嫁のパパ（ジョン・マッケンジー〈ピーター・マイケル・ゴーツ〉）
- バニシング・ヒート/カリブ燃える捜査線（ハーディング卿〈レスリー・フィリップス〉）
- ハネムーン・イン・ベガス（シドニー・トマショフスキー〈ロバート・コスタンゾ〉）
- パパと呼ばれて大迷惑!?（弁護士）
- 遥かなる大地へ（フリン〈クリント・ハワード〉）
- ビーグル犬 シャイロ2（ジャド・トラヴァース〈スコット・ウィルソン〉）
- 引き裂かれたカーテン（タクシー運転手〈ピーター・ローレ・Jr〉）※フジテレビ版
- ビッグ・ビジネス（パーカー医師〈ロイ・ブロックスミス〉、ビル・フィンカー町長）※ソフト版
- 羊たちの沈黙（ボイル警部補〈チャールズ・ネイピア〉）※テレビ朝日版
- ヒッチャー（食堂の店主）
- ビバリーヒルズ・コップ3（ニュースキャスター）※ソフト版
- 媚薬
- ピンク・パンサー2（フランソワ刑事〈アンドレ・マランヌ〉）※日本テレビ版
- ピンク・パンサー3（フランソワ刑事）
- ヒンデンブルグ（ノール）※日本テレビ版
- ブーメランのように（フェルマン、ロベール・セシュー）
- ファイナル・オプション（ライアン〈ノーマン・ロドウェイ〉）※テレビ朝日版
- ファイナル・ファイター 鉄拳英雄（サム）
- ファミリービジネス（ダニー・ドヒニー、ニアリー、チャーリー）
- フィフス・エレメント（パッコリー教授、キム〈キム・チャン〉）※旧DVD・VHS版
- フェイズIV 戦慄!昆虫パニック（クリート〈ロバート・ヘンダーソン〉）
- フェノミナン（ロジャー〈トロイ・エヴァンス〉）
- フォース（テリー）
- 復讐無頼・狼たちの荒野（ペドロ）
- ブラザーフッド 殺人結社（ウォルター）
- ブラッド・シンプル（ローレン・フィッセル〈M・エメット・ウォルシュ〉）
- フラバァ・デラックス（A・J・アレン〈エド・ウィン〉、ウィルソン）
- フランティック（オースティン〈ジャック・シロン〉）※TBS版
- フリーキー・フライデー（ジョファート〈アラン・オッペンハイマー〉、カーテン業者）
- プリティ・プリンセス（ジークフリード・フォン・トロッケン男爵）
- ブルー・アイス（サム・ガルシア〈ボブ・ホスキンス〉）
- ブルドッグ
- ブルベイカー（ウェンデル〈ヴァル・エイヴリー〉、ロジャース〈ウィルフォード・ブリムリー〉）
- プロブレム・チャイルド/うわさの問題児（刑務所長）
- ぼくの国、パパの国
- ボディ・ダブル
- ホテル・スプレンディッド（モートン・ブランチェ〈ピーター・ヴォーン〉）
- ボブ★ロバーツ（ブリックリー・ペイスト議員〈ゴア・ヴィダル〉）
- ホワイトファング（検査官）※ソフト版
- ホワイトファング2/伝説の白い牙（アダム・ジョン・ヘイル）※ソフト版
- マーヴェリック（ジョゼフ〈グラハム・グリーン〉）※ソフト版
- 迷子の大人たち（ハリー）
- マイ・ブルー・ヘブン（ディーノ〈レイモンド・オコナー〉）
- マグノリアの花たち（オーウェン）
- マッドボンバー（ゴミを捨てた男）
- 真夜中の処刑ゲーム（ビル、アンドレ）
- マレーナ（ボンシニョーレ教授）
- ミクロキッズ（フレデリクソン教授、ハロルド・バースティン）※ソフト版
- ミザリー（リビー）※ソフト版
- ミスティック・ピザ（チャールズの父）
- ミストレス（ジョージ〈イーライ・ウォラック〉）
- ミュータント・ニンジャ・タートルズ2 ※劇場公開版
- 未来世界（ショーティ）※日本テレビ版
- ミラクル・ペティント（少佐）
- メリー・ポピンズ（ブーム海軍大将）※ソフト版
- もういちど殺して/キル・ミー・アゲイン（ビッグ・ジム〈リー・ウィルコフ〉）※VHS版
- ユージュアル・サスペクツ（アルトゥーロ・マルケス〈カスチュロ・ゲッラ〉、アーカッシュ・コヴァッシュ）※ソフト版
- 勇気ある追跡（ノーブル・ダゲット弁護士〈ジョン・フィードラー〉）※テレビ朝日版
- 許されざる者（ファティ・ロシター）※ソフト版
- ユン・ピョウ in ドラ息子カンフー（リーチャンの父）※VHS版
- 夜の大捜査線（スチュアート医師）※TBS版
- 夜の訪問者（医師）※日本テレビ版
- ラスト・アクション・ヒーロー（フランク〈アート・カーニー〉、トレーリ〈マイケル・V・ガッツォ〉）※ソフト版
- ランボー ※テレビ朝日版
- リベンジ・ファイター/殺しの傭兵（マジディ教授）
- ル・ジタン（リケ）
- 霊幻道士5 ベビーキョンシー対空飛ぶドラキュラ!（村長）
- レリック
- ローサのぬくもり（老紳士）
- ローズ家の戦争（フィスク〈ロイ・ブロックスミス〉）※ソフト版
- ロスト・ソウルズ（ジェームズ神父〈フィリップ・ベイカー・ホール〉）
- ロッキー（アル・サルヴァーニ）
- ロング・グッドバイ（ファーマー警部）
- ワイアット・アープ（フランク・マクローリー〈レックス・リン〉）※ソフト版
- わんぱくデニス（エドワード・リトル）

#### ドラマ
- ER緊急救命室（グッドウィン）
- インディ・ジョーンズ/若き日の大冒険
- V（スタンリー・バーンステイン、モーリス・ジャンコウスキー博士、クリス・ファーバー）※ソフト版
- ウルトラマンパワード（ハリッキー）
- 俺がハマーだ! シーズン1 #13（スマイス）
- 女刑事キャグニー&レイシー（警察署長）
- 恐竜家族（ロイ）
- 刑事スタスキー&ハッチ シーズン1 #18（アル・タフト）
- 刑事ナッシュ・ブリッジス シーズン5 #13（レッド・ブラウン）
- シャーロック・ホームズの冒険
  - ギリシャ語通訳（チケット検札車掌）
  - ショスコム荘（ジョサイア・バーンズ）
- 主任警部モース
  - ニコラス・クインの静かな世界（ノークス）
  - 悔恨の日（チャス）
- 新アウターリミッツ（クランシー判事〈ケン・クレイマー〉、ルイス保安官〈デヴィッド・フレデリックス〉、ミンコフ医師〈アラン・ロバートソン〉）
- 新スタートレック シーズン6 #18（カルヴィン・ハッチンソン中佐）
- ダンディ2 華麗な冒険 #21（イワン・アレクシス・イワノフ）
- 地上最強の美女たち!チャーリーズ・エンジェル シーズン1 #16（レンベック）
- 超音速攻撃ヘリ エアーウルフ シーズン2 #12（チャールズ・モートン博士）
- 特別狙撃隊S.W.A.T. シーズン1 #8（ケリー）
- ナルニア国物語（トランプキン卿）
- NY市警緊急出動部隊 トゥルー・ブルー（レッド・トリン巡査）
- ヒルストリート・ブルース（レイ・カレタノ）
  - シーズン5 #7（チャーリー・モリス）、#15（マッキュン）
- ふたりは最高!ダーマ&グレッグ シーズン3 #11（バーテンダー）
- フラグルロック
- フルハウス（サックス）
- 冒険野郎マクガイバー
  - パイロット版（ガントナー〈マイケル・ラーナー〉）
  - シーズン1 #19（ポール・ウェブスター）
  - シーズン2 #3（ティリー）
- マッコイと野郎ども #1（フィル）
- 野生のエルザ #1（キベロ）
- ルーツ（チャーリー・ビッグス保安官）※ソフト版
- ロンサム・ダブ（ビッグ・ズウェイ）

#### アニメ
- アイドル忍者タートルズ（バーン・トンプソン）
  - ミュータント・タートルズ（タートルスタイン博士 他）※東和ビデオ版
- アナスタシア（ドーモ）
- アラジンの大冒険（マムード）
- X-MEN（ドモ）
- コルドロン
- シルベスター&トゥイーティー ミステリー（ルイ・ジ・アナ）
- ぞうのババール（ポンパドール）
- ダックテイル（バナナ・アイランドの酋長）
- タンタンの冒険旅行（サカリン）
- ダンボ ※1983年再公開版
- チップとデールの大作戦（モンタリー・ジャック）※新吹替え版
  - チップとデールの大作戦（ダービー・スプーリー）※テレビ東京版
- ドン・キホーテ（団長）
- ハウス・オブ・マウス（オハラ署長〈初代〉）
- バットマン（ルシアス・フォックス〈2代目〉）
- ピーター・パン（海賊）※1984年再公開版
- ピノキオ ※1983年再公開版
- ピノキオ 新しい冒険（スキャラワグ〈声：エドワード・アズナー〉）
- ピンク・パンサー（船長）
- ふしぎな赤い長ぐつ ウィリアムズ ウィッシュ ウェリントンズ（王様）
- ポカホンタスII/イングランドへの旅立ち（隊長）
- ミッキーマウス・ワークス（オハラ署長）
- ReBoot（ピアソン老人、ディレクター）
- わんわん物語（警察官、ジムの友人）※1989年再公開版

### テレビドラマ
- 隠密剣士 第31話「伊賀車掛陣」（1962年、TBS） - 町人
- 忍者部隊月光（1966年、フジテレビ） - マキューラ二十九号 他
- 光速エスパー（1967年、日本テレビ）
- 魔神バンダー（1969年、フジテレビ） - 警官
- 喪服の花嫁（1969年、フジテレビ）
- 鬼平犯科帳 第１シリーズ 第54話「色と欲」（1970年、NET / 東宝） - 鳴門の銀三
- テレビ朝日土曜時代劇 / 人形佐七捕物帳 第17話「八つ目鰻」（1971年7月31日） - 彦三
- ターゲットメン 第6話「東京タワー大爆発」（1971年、NET / 東映）
- 一心太助 第22話「大泥棒学入門」（1972年、フジテレビ / 国際放映） - 左官
- 怪人オヨヨ（1972年、NHK）
- 太陽にほえろ!（日本テレビ）
  - 第150話「わかれ」（1975年） - 雑誌編集長
  - 第177話「海に消えたか三億円」（1975年）
- 鬼平犯科帳 (丹波哲郎)（1975年、NET）
- 藏（1995年） - 北山正博 役

### 特撮
1971年
- 仮面ライダー（蝙蝠男の声、モグラングの声）

1972年
- 仮面ライダー（ゴキブリ男の声、ガラガランダの声）
- 仮面ライダー対じごく大使（ザンジオーの声）
- 変身忍者 嵐

1973年
- 仮面ライダーV3（カメバズーカの声、ハンマークラゲの声、ジシャクイノシシの声、カマキリメランの声、イモリゲスの声、吸血マンモスの声）
- 変身忍者 嵐
- ロボット刑事（モグルマンの声）

1974年
- SFドラマ 猿の軍団（ダックの声）
- 五人ライダー対キングダーク（再生ジンギスカンコンドルの声、再生鉄腕アトラスの声）
- 仮面ライダーアマゾン（カニ獣人の声）

1975年
- 仮面ライダーアマゾン（獣人ヘビトンボの声）
- 仮面ライダーストロンガー（狼長官の声〈初代〉）

1976年
- 円盤戦争バンキッド（ピーグル伍長の声）
- ザ・カゲスター（ムカデリヤの声、サンゴラスの声、カズラゴンの声）

1977年
- 超神ビビューン（バクバーの声、ハンニャの声）

1979年
- 仮面ライダー (スカイライダー)（アリジゴクジンの声）

1980年
- 仮面ライダー (スカイライダー)（クラゲロンの声）
- 仮面ライダー 8人ライダーVS銀河王
- 仮面ライダースーパー1（バクロンガーの声）

1981年
- 仮面ライダースーパー1（スプレーダーの声、シャボヌルンの声）

1985年
- 兄弟拳バイクロッサー（ゲンシダーの声）

1996年
- 激走戦隊カーレンジャー（HHワッショイショイの声）

### その他コンテンツ
- みんなよっといで「天馬天平」、「伊賀の影丸」、他